# Cisticola aberdare
Cisticola aberdare là một loài chim trong họ Chiền chiện. Đây là loài đặc hữu của Kenya.
Môi trường sống tự nhiên của chúng là đồng cỏ nhiệt đới hoặc cận nhiệt đới vùng đất cao. Chúng hiện đang bị đe dọa vì mất môi trường sống.

## Mô tả
Cisticola aberdare có độ dài thân từ 12–15 cm (4,7–5,9 in), nặng từ 18–24 g (0,63–0,85 oz).

## Chế độ ăn
Cisticola aberdare ăn bọ cánh cứng và ruồi. Chúng tìm kiếm thức ăn trong thảm thực vật và trên mặt đất.

## Hành vi
Cisticola aberdare được cho là có kiểu sống theo cặp đực cái đơn độc và có tính lãnh thổ. Chúng sinh sản từ tháng 1 đến tháng 5 và từ tháng 8 đến tháng 11.